# ICMPv6
ICMPv6 (англ. Internet Control Message Protocol for the Internet Protocol Version 6) — міжмережевий протокол керуючих повідомлень для міжмережевого протоколу версії 6) — реалізація ICMP для IPv6. ICMPv6 невід'ємна частина IPv6 відповідає за повідомлення про помилки, діагностичні функції (наприклад ping), пошук сусідів, визначення MTU і основа для розширення і реалізації майбутніх аспектів управління міжмережевим протоколом. ICMPv6 визначений в RFC 4443.

## Технічні подробиці
ICMPv6 повідомлення можуть бути розділені на дві категорії: повідомлення про помилки та інформаційні повідомлення. ICMPv6 повідомлення інкапсульоване в пакети IPv6, з полем Next Header встановленим в 58.

### Формат пакета
ICMPv6 складається з заголовка і корисних даних протоколу. Заголовок містить лише три поля: тип (8 біт), код (8 біт), і контрольна сума (16 біт). Тип визначає тип повідомлення, значення в діапазоні від 0 до 127 вказують на помилки, а від 128 до 255 на інформаційне повідомлення. Значення поля коду залежить від типу повідомлення і забезпечує додатковий рівень деталізації повідомлень. Поле контрольної суми забезпечує мінімальний рівень безпеки для перевірки ICMPv6 пакета.
| Зсув у бітах | 0-7               | 0-7               | 0-7               | 0-7               | 0-7               | 0-7               | 0-7               | 0-7               | 8-15              | 8-15              | 8-15              | 8-15              | 8-15              | 8-15              | 8-15              | 8-15              | 16-31             | 16-31             | 16-31             | 16-31             | 16-31             | 16-31             | 16-31             | 16-31             | 16-31             | 16-31             | 16-31             | 16-31             | 16-31             | 16-31             | 16-31             | 16-31             |
| ------------ | ----------------- | ----------------- | ----------------- | ----------------- | ----------------- | ----------------- | ----------------- | ----------------- | ----------------- | ----------------- | ----------------- | ----------------- | ----------------- | ----------------- | ----------------- | ----------------- | ----------------- | ----------------- | ----------------- | ----------------- | ----------------- | ----------------- | ----------------- | ----------------- | ----------------- | ----------------- | ----------------- | ----------------- | ----------------- | ----------------- | ----------------- | ----------------- |
| 0            | Тип               | Тип               | Тип               | Тип               | Тип               | Тип               | Тип               | Тип               | Код               | Код               | Код               | Код               | Код               | Код               | Код               | Код               | Контрольна сума   | Контрольна сума   | Контрольна сума   | Контрольна сума   | Контрольна сума   | Контрольна сума   | Контрольна сума   | Контрольна сума   | Контрольна сума   | Контрольна сума   | Контрольна сума   | Контрольна сума   | Контрольна сума   | Контрольна сума   | Контрольна сума   | Контрольна сума   |
| 32           | Тіло повідомлення | Тіло повідомлення | Тіло повідомлення | Тіло повідомлення | Тіло повідомлення | Тіло повідомлення | Тіло повідомлення | Тіло повідомлення | Тіло повідомлення | Тіло повідомлення | Тіло повідомлення | Тіло повідомлення | Тіло повідомлення | Тіло повідомлення | Тіло повідомлення | Тіло повідомлення | Тіло повідомлення | Тіло повідомлення | Тіло повідомлення | Тіло повідомлення | Тіло повідомлення | Тіло повідомлення | Тіло повідомлення | Тіло повідомлення | Тіло повідомлення | Тіло повідомлення | Тіло повідомлення | Тіло повідомлення | Тіло повідомлення | Тіло повідомлення | Тіло повідомлення | Тіло повідомлення |

### Типи ICMPv6 повідомлень
| Тип | Опис                                                         | RFC      |
| --- | ------------------------------------------------------------ | -------- |
| 1   | Призначення недосяжне                                        | RFC 4443 |
| 2   | Пакет занадто великий                                        | RFC 4443 |
| 3   | Перевищено час                                               | RFC 4443 |
| 4   | Проблема параметру                                           | RFC 4443 |
| 100 | Private experimentation                                      |          |
| 101 | Private experimentation                                      |          |
| 127 | Зарезервовано для розширення ICMPv6 повідомлення про помилки |          |

| Тип | Опис                                                                      | RFC                 |
| --- | ------------------------------------------------------------------------- | ------------------- |
| 128 | Echo-запит                                                                | RFC 4443            |
| 129 | Echo-відповідь                                                            | RFC 4443            |
| 130 | Запит, розрахований на багато слухачів                                    | RFC 2710 и RFC 3810 |
| 131 | Версія 1 Звіт, розрахований на багато слухачів                            | RFC 2710            |
| 132 | Multicast Listener Done                                                   | RFC 2710            |
| 133 | Router Solicitation                                                       | RFC 4861            |
| 134 | Сповіщення маршрутизатора                                                 | RFC 4861            |
| 135 | Neighbor Solicitation                                                     | RFC 4861            |
| 136 | Сусідське сповіщення                                                      | RFC 4861            |
| 137 | Перенаправлення                                                           | RFC 4861            |
| 138 | Зміна нумерації маршрутизатора                                            |                     |
| 139 | Запит інформаційних вузлів ICMP                                           |                     |
| 140 | Відповідь інформаційних вузлів ICMP                                       |                     |
| 141 | Inverse Neighbor Discovery Solicitation Message                           | RFC 3122            |
| 142 | Inverse Neighbor Discovery Advertisement Message                          | RFC 3122            |
| 143 | Версія 2 Звіт, розрахований на багато слухачів                            | RFC 3810            |
| 144 | Home Agent Address Discovery Request Message                              | RFC 3775            |
| 145 | Home Agent Address Discovery Reply Message                                | RFC 3775            |
| 146 | Mobile Prefix Solicitation                                                | RFC 3775            |
| 147 | Mobile Prefix Advertisement                                               | RFC 3775            |
| 148 | Certification Path Solicitation Message                                   | RFC 3971            |
| 149 | Certification Path Advertisement Message                                  | RFC 3971            |
| 150 | ICMP messages utilized by experimental mobility protocols such as Seamoby | RFC 4065            |
| 151 | Multicast Router Advertisement                                            | RFC 4286            |
| 152 | Multicast Router Solicitation                                             | RFC 4286            |
| 153 | Multicast Router Termination                                              | RFC 4286            |
| 200 | Private experimentation                                                   |                     |
| 201 | Private experimentation                                                   |                     |
| 255 | Reserved for expansion of ICMPv6 informational messages                   |                     |